# Chira Apostol
Chira Apostol, poi Stoean (1º giugno 1960), è un'ex canottiera rumena.

## Palmarès

### Olimpiadi
- 1 medaglia:
  - 1 oro (Los Angeles 1984 nel quattro con)

### Mondiali
- 2 medaglie:
  - 2 argenti (Duisburg 1983 nel quattro con; Hazewinkel 1985 nel quattro con)